# Polina Miller (velocista)
Polina Andréyevna Miller (en ruso: Полина Андреевна Миллер) (Barnaúl, 9 de junio de 2000) es una atleta rusa especializada en las carreras de 200 y 400 metros. Ha sido ganadora de varios récords rusos juveniles. Fue campeona de Rusia de 400 metros en 2018 y 2020, bronce en 200 metros en pista cubierta (2018) y plata en 400 metros en pista cubierta (2019).

## Carrera
Nació en junio del año 2000 en la ciudad de Barnaúl, ciudad y centro administrativo del krai de Altái, en Rusia. Se formó en la escuela Barnaul n 2 y la Institución Presupuestaria Estatal de Cultura "RCSP en Atletismo" bajo la dirección de la exatleta y entrenadora Nadezhda Vladimirovna Klevtsova. En las competiciones a nivel nacional representa a 2 regiones: los territorios de Altái y Krasnodar.
Hizo su debut internacional en 2017, en el Campeonato Europeo de Atletismo Sub-20 celebrado en la ciudad italiana de Grosseto, donde fue eliminada en las semifinales de los 200 metros, con un tiempo de 23,92 segundos. Ese mismo año recibió el título de Maestra de Deportes de Rusia.
En 2018 participó en el Campeonato Mundial de Atletismo Sub-20 celebrado en Tampere (Finlandia), donde se quedó a las puertas de subir al podio, acabando cuarta con una marca, en 200 metros, de 23,92 segundos, mismo registro que el que había logrado el año anterior. Semanas después, en la cita europea de Berlín, en el Campeonato Europeo de Atletismo, era apeada de la semifinal en los 400 metros, al no mejorar un tiempo de 51,65 segundos.
En 2019 viajaba hasta Escocia para participar en el Campeonato Europeo de Atletismo en Pista Cubierta, donde volvía a quedar fuera de la carrera final al ser quinta en su semifinal en los 400 metros (marca de 52,46 s). Después, en el Campeonato Europeo de Atletismo Sub-20 de Borås (Suecia) conseguía su primera medalla en un torneo internacional en los 400 metros. Llegó también a participar en el Campeonato Mundial de Atletismo que se celebró entre septiembre y octubre de ese año en Doha (Catar), donde compitió en los 400 metros, quedando muy alejada en la clasificación, con un vigesimoquinto lugar y un tiempo de 51,96 segundos. Mejor resultado alcanzaría en Wuhan (China), donde representaría a Rusia en los Juegos Mundiales Militares, logrando sendas medallas de plata en los 400 metros (51,49 s) y en el combinado de relevos de 4 x 400 metros (3:28,09 minutos).

## Resultados

### Por temporada
| Representando a Rusia | Representando a Rusia                             | Representando a Rusia | Representando a Rusia | Representando a Rusia  | Representando a Rusia |
| --------------------- | ------------------------------------------------- | --------------------- | --------------------- | ---------------------- | --------------------- |
| Año                   | Competición                                       | Lugar                 | Puesto                | Modalidad              | Marca                 |
| 2017                  | Campeonato Europeo de Atletismo Sub-20            | Grosseto              | 12.ª (SF)             | 200 m                  | 23,92 s               |
| 2018                  | Campeonato Mundial de Atletismo Sub-20            | Tampere               | 4.ª                   | 200 m                  | 23,92 s               |
| 2018                  | Campeonato Europeo de Atletismo                   | Berlín                | 11.ª (SF)             | 400 m                  | 51,65 s               |
| 2019                  | Campeonato Europeo de Atletismo en Pista Cubierta | Glasgow               | 5.ª (SF)              | 400 m                  | 52,46 s               |
| 2019                  | Campeonato Europeo de Atletismo Sub-20            | Borås                 | 1.ª                   | 400 m                  | 51,72 s               |
| 2019                  | Campeonato Mundial de Atletismo                   | Doha                  | 25.ª (q)              | 400 m                  | 51,96 s               |
| 2019                  | Juegos Mundiales Militares                        | Wuhan                 | 2.ª                   | 400 metros             | 51,49 s               |
| 2019                  | Juegos Mundiales Militares                        | Wuhan                 | 2.ª                   | Relevos 4 × 400 metros | 3:28,09 min           |
| 2021                  | Liga de Diamante - Athletissima                   | Lausana               | 1.ª                   | 400 metros             | 52,16 s               |

### Mejores marcas
| Disciplina                        | Marca       | Lugar         | Fecha                    |
| --------------------------------- | ----------- | ------------- | ------------------------ |
| 60 metros lisos (pista cubierta)  | 7,56 s      | Irkutsk       | 12 de enero de 2019      |
| 100 metros lisos (exterior)       | 11,74 s     | Cheboksary    | 2 de agosto de 2019      |
| 200 metros lisos (exterior)       | 23,15 s     | Smolensk      | 30 de mayo de 2018       |
| 200 metros lisos (pista cubierta) | 23,77 s     | Moscú         | 13 de febrero de 2018    |
| 400 metros lisos (exterior)       | 50,76 s     | Tomblaine     | 5 de julio de 2021       |
| 400 metros lisos (pista cubierta) | 50,14 s     | Ekaterimburgo | 17 de agosto de 2024     |
| Relevos 4 x 100 metros            | 45,13 s     | Cheliábinsk   | 11 de septiembre de 2020 |
| Relevos 4 x 400 metros            | 3:28,09 min | Wuhan         | 26 de octubre de 2019    |